# HD 28185
HD 28185 ist ein etwa 140 Lichtjahre entfernter Stern der Spektralklasse G im Sternbild Eridanus. Er besitzt eine scheinbare Helligkeit von 7,8 mag.
Im Jahre 2001 publizierten Santos et al. die Entdeckung eines Exoplaneten-Kandidaten um diesen Stern, der die systematische Bezeichnung HD 28185 b erhielt.